# Сельма Паутсма
Сельма Паутсма (14 травня 1999 , Гаага );— голландська шорт-трековичка, олімпійська чемпіонка, призерка чемпіонатів світу та Європи.

## Олімпійські ігри
| Рік  | Місто        | 500 метрів | 1000 метрів | 1500 метрів | Е | ЗЕ |
| ---- | ------------ | ---------- | ----------- | ----------- | - | -- |
| 2022 | Пекін, Китай | 15         | 14          |             | 1 | 4  |

## Виступи на чемпіонатах світу
| Рік  | Місце проведення     | 500 метрів | 1000 метрів | 1500 метрів | Естафета | Загалом |
| ---- | -------------------- | ---------- | ----------- | ----------- | -------- | ------- |
| 2021 | Дордрехт, Нідерланди | 3          | 4           | 6           | 1        | 4       |